# Thamnea
- Commons
- Wikispecies

Thamnea é um género botânico pertencente à família Bruniaceae.
1. ↑  «Thamnea — World Flora Online». www.worldfloraonline.org. Consultado em 19 de agosto de 2020